# Louk Sorensen
Louk Sorensen (* 7. ledna 1985, Schwäbisch Hall, Spolková republika Německo) je irský profesionální tenista. Ve své dosavadní kariéře na okruhu ATP World Tour nevyhrál žádný turnaj. Na challengerech ATP a okruhu Futures získal k září 2011 tři tituly ve dvouhře.
Na žebříčku ATP byl nejvýše ve dvouhře klasifikován v únoru 2010 na 213. místě a ve čtyřhře pak v prosinci 2005 na 552. místě. K roku 2011 jej trénoval Carsten Arriens.
Stal se prvním irským tenistou, který v otevřené éře vyhrál zápas dvouhry hlavní soutěže na grandslamovém turnaji. Jeho otec, bývalý tenista Sean Sorensen byl prvním Irem, který odehrál utkání v hlavní soutěži singlu grandslamu v otevřené éře, když vypadl v úvodním kole Wimbledonu 1977 s Rodem Laverem. (Matt Doyle, který se stal irským občanem v roce 1985, hrál US Open 1982 ještě jako Američan.).

## Soukromý život
Jeho otec Sean Sorensen je bývalý profesionální tenista a současný trenér, k roku 2011 nehrající kapitán daviscupového týmu Irska. Stejně tak starší bratr Kevin Sorensen byl profesionálním hráčem tenisu a Davisová poháru se aktivně účastnil do roku 2006. Má také dvě sestry Lisu a Josephine.
Narodil se a vyrůstal v Německu. Ačkoli jeho rodiče žili k roku 2011 v Dublinu, on bydlel ve Stuttgartu, kde trénoval pod vedením kouče Carstena Arriense, současně trenéra dvou německých hráčů Andrease Becka a Alexandra Waskeho.
Jeho kmenovým oddílem je TC Doggenburg, jenž hraje třetí divizi Bundesligy. V irském daviscupovém družstvu debutoval v červenci 2005.
Matka Helga Sorensenová má německé a rakouské kořeny.

## Finálové účasti na turnajích okruzích ATP a Futures
| Legenda (tituly)                |
| ------------------------------- |
| Grand Slam (0)                  |
| ATP World Tour Masters 1000 (0) |
| ATP World Tour 500 (0)          |
| ATP World Tour 250 (0)          |
| ATP Challenger Tour (1)         |
| ITF Futures (2)                 |

### Dvouhra: 6 (3–3)

#### Vítěz
| Č. | Datum          | Turnaj    | Povrch      | Finalista             | Výsledek           |
| -- | -------------- | --------- | ----------- | --------------------- | ------------------ |
| 1. | 26. února 2007 | Faro      | tvrdý       | Pierre-Ludovic Duclos | 6–1, 6–1           |
| 2. | 9. dubna 2007  | Dubaj     | tvrdý       | Rameez Junaid         | 6–1, 6–2           |
| 3. | 25. února 2008 | Wolfsburg | koberec (h) | Faruk Dustov          | 7–6(9–7), 4–6, 6–4 |

#### Finalista
| Č. | Datum          | Turnaj    | Povrch | Vítěz          | Výsledek           |
| -- | -------------- | --------- | ------ | -------------- | ------------------ |
| 1. | 3. dubna 2007  | Dubaj     | Hard   | Ajsám Kúreší   | 3–6, 3–6           |
| 2. | 21. ledna 2008 | Albufeira | tvrdý  | Victor Ioniţă  | 6–2, 6–7(1–7), 2–6 |
| 3. | 9. února 2009  | Záhřeb    | tvrdý  | Martin Fischer | 3–6, 3–6           |